# Carex aristulifera
Carex aristulifera är en halvgräsart som beskrevs av Pei Chun Qiong Li. Carex aristulifera ingår i släktet starrar, och familjen halvgräs. Inga underarter finns listade i Catalogue of Life.